# Leptospermum arachnoides
Leptospermum arachnoides är en myrtenväxtart som beskrevs av Joseph Gaertner. Leptospermum arachnoides ingår i släktet Leptospermum och familjen myrtenväxter. Inga underarter finns listade i Catalogue of Life.